# Внуков Михайло Миколайович
Вну́ков Миха́йло Микола́йович (рос. Вну́ков Михаи́л Никола́евич; 16 серпня 1920, Київ — 28 липня 1989) — Герой Радянського Союзу.

## Біографія
Народився 16 серпня 1920 року в Києві в родині робітника. Росіянин. Закінчив неповну середню школу № 100 міста Києва. Працював токарем на заводі «Арсенал».
У серпні 1941 року призваний до лав Червоної Армії і направлений на фронт. У 1941 році потрапив в оточення. Залишившись на окупованій території, працював у підпіллі міста Києва. У 1943 році знову призваний в діючу армію. Воював на Воронезькому, 1-му Українському і 2-му Українському фронтах.
В кінці вересня 1943 року стрілець 1318-го стрілецького полку 163-ї стрілецької дивізії 38-ї армії рядовий М. М. Внуков одним з перших в полку подолав Дніпро північніше Києва. 11 жовтня 1943 року в бою за станцію Гуту-Межигірську Вишгородського району Київської області замінив вибулого командира відділення, вміло керував діями воїнів.
Указом Президії Верховної Ради СРСР від 29 жовтня 1943 року за мужність і героїзм, проявлені при форсуванні Дніпра і утриманні плацдарму на його правому березі рядовому Михайлу Миколайовичу Внукову присвоєно звання Героя Радянського Союзу з врученням ордена Леніна і медалі «Золота Зірка» (№ 1836).
Після закінчення війни лейтенант М. М. Внуков — в запасі. Жив у Києві. Працював токарем на одному із заводів міста. Член КПРС з 1954 року. Помер 28 липня 1989 року. Похований в Києві на Міському кладовищі «Берківцях».

## Нагороди
Нагороджений орденом Леніна, орденом Вітчизняної війни 1-го ступеня, медалями.